# Обреґонія
Обреґонія (Obregonia, місцева назва «Artichoke cactus») — монотипний рід сукулентних рослин з родини кактусових.

## Історія
Цей, монотипний рід був встановлений Альбертом Фрічем в 1925 році і названий на честь військового та державного діяча Мексики, одного з її президентів, генерала Альваро Обрегона. Видова назва єдиного виду цього роду — Obregonia denegrii носить ім'я мексиканського міністра сільського господарства Денегрі (Denegri) — засновника Ботанічного саду в Чапультепеці.

## Ареал

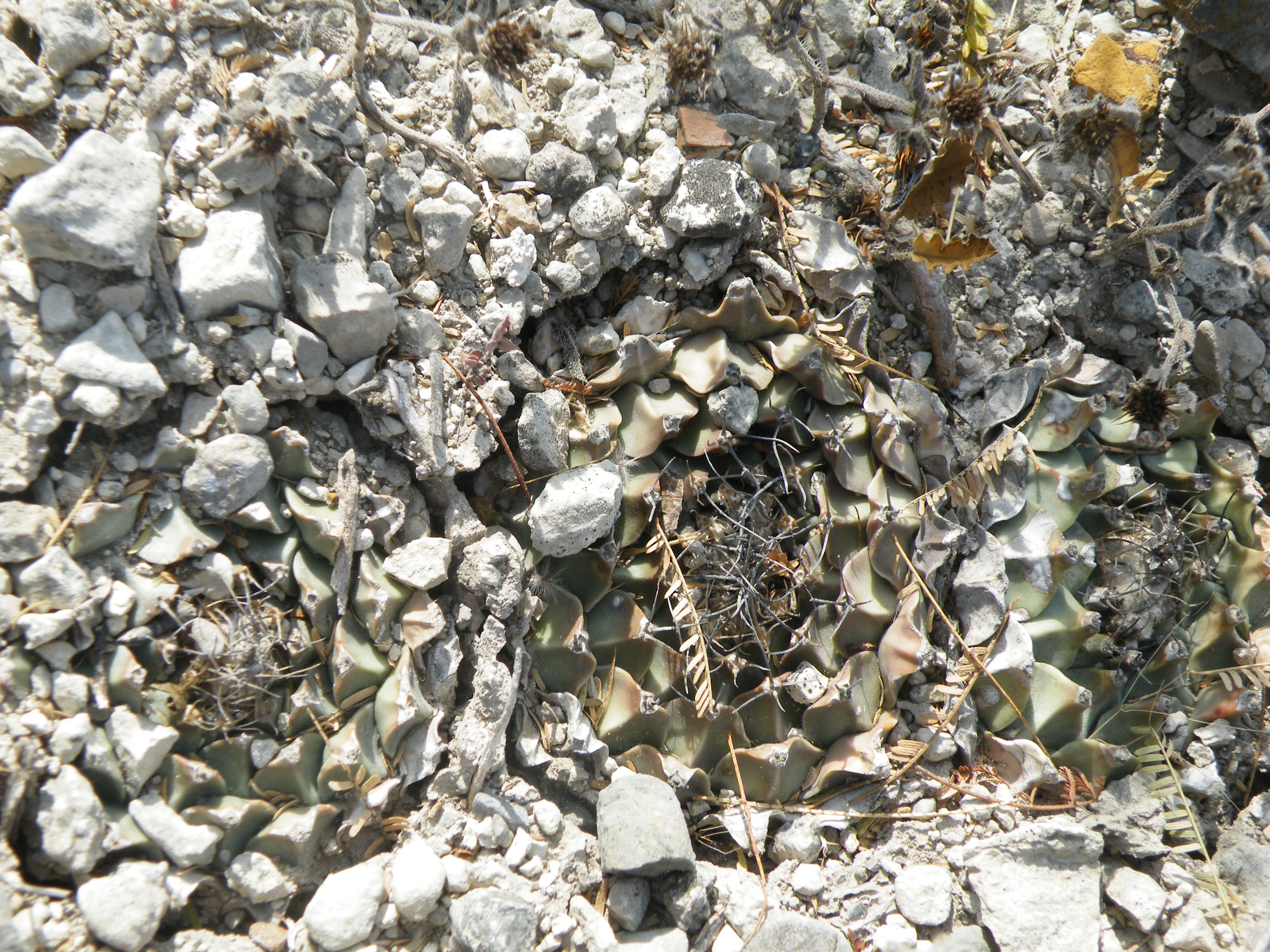
Obregonia denegrii у природних умовах

Ареал зростання обмежений штатом Тамауліпас на півночі Мексики, де рослини туляться на відкритих сонцю невисоких вапняних пагорбах, втягуючись майже по верхівку стебла в спечений від спеки ґрунт.

## Морфологічні ознаки
Має кулясте, або трохи довгасте стебло, до 12 см у діаметрі, вкрите великими (1,5 см завдовжки, 2,5 см завширшки), широкими, листкоподібними, гострими, товстими, тригранними сосочками. Зовні ці рослини схожі на аріокарпуси та розеокактуси, але квітки обрегонії розвиваються не в аксилах, а в молодих повстистих ареолах. Тонкі, світло-жовті колючки та повсть швидко опадають. Старі ареоли зовсім голі. Квітки — білі, до 2,5 см у діаметрі, з голою квітковою трубкою. Плоди — м'ясисті. Насіння — чорне.

## Утримання та догляд

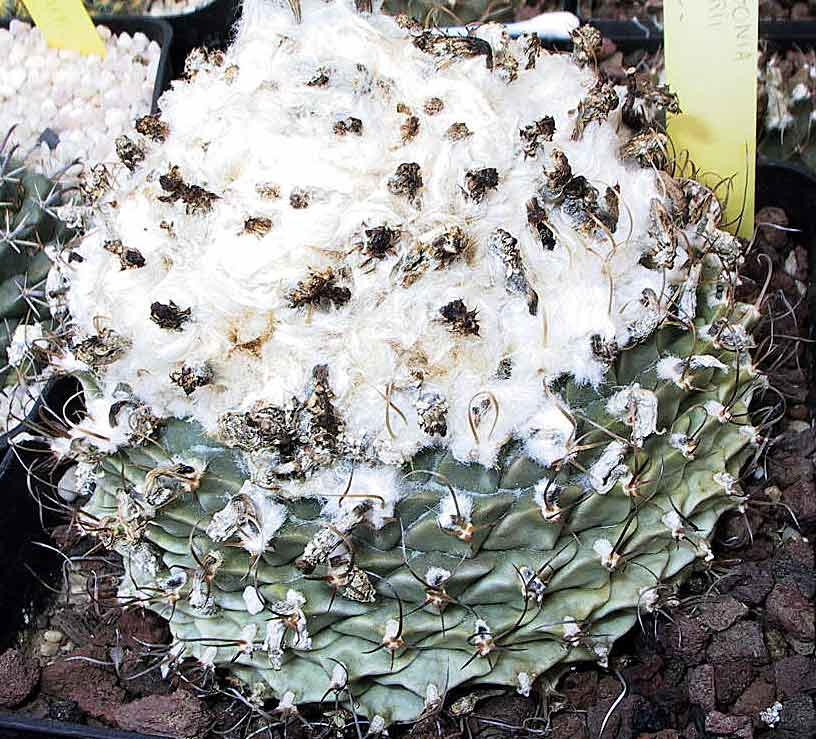
Молода Obregonia denegrii вкрита густою повстю

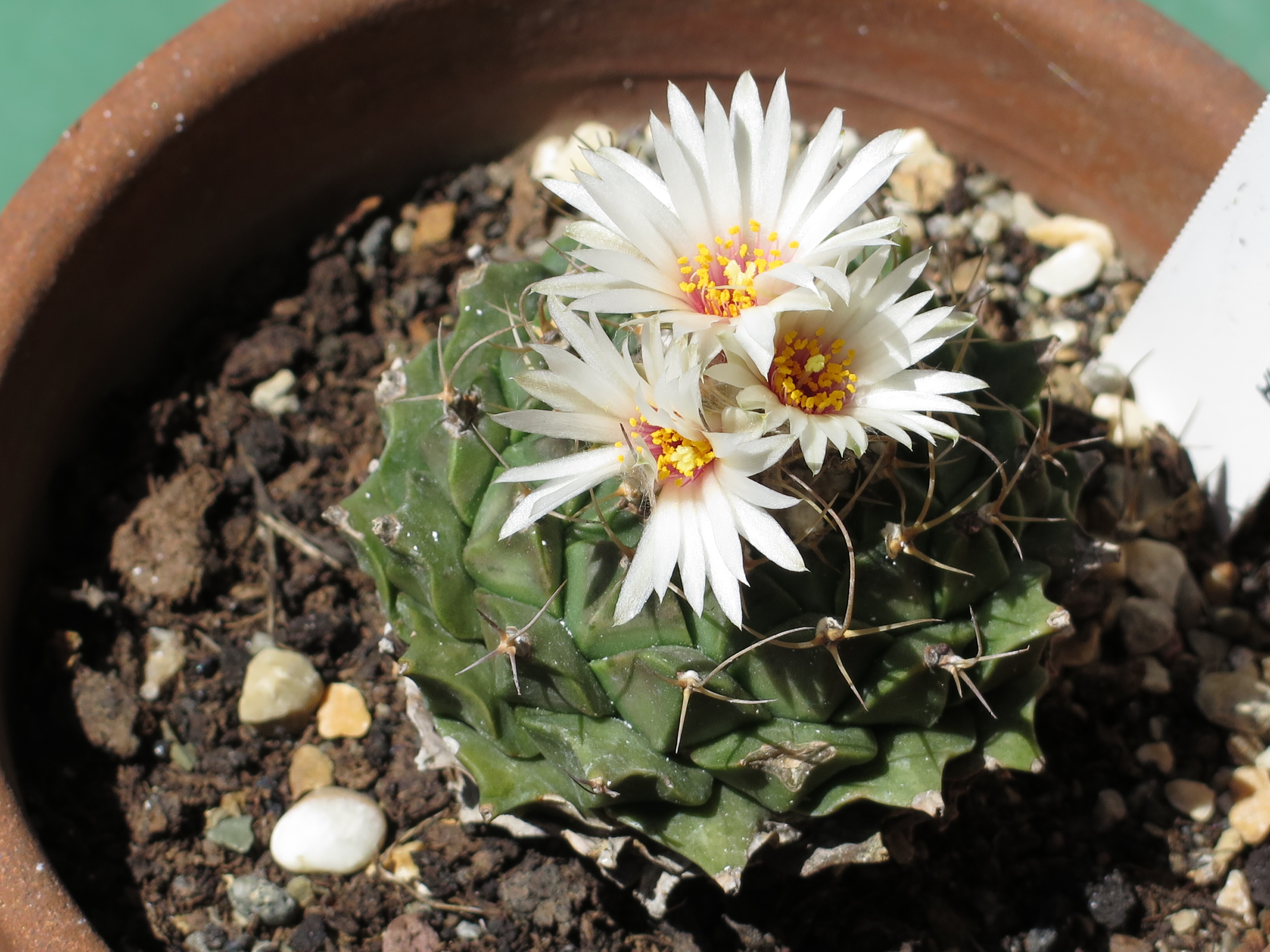
Квітуча рослина

Об'єднує аріокарпуси з обреґонією і спільність культури. Відмінності у вирощуванні полягають лише в тому, що обреґонія вимагає більшого притінення та обмеженого поливу в період вегетації. Взимку розміщують на світлому місці при температурі не нижче 15 °C, дуже обережно, помірно поливають, але не допускають пересихання коріння. За несприятливих умов доцільно щепити на ехінопсиси або цереуси. Землесуміш має бути глинисто-дерновою, що мітить до 40 % річкового великозернистого піску з домішкою щебеню і мармурової кришки.
Розмножуються ці рослини насінням. Сіянці в порівнянні з аріокарпусами мають більшу динаміку зростання і стійкість.

## Охоронний статус
Включений до Додатку I CITES.